# Леруа, Филибер
Филибер Леруа (фр. Philibert Le Roy, ? —1646) — французский военный инженер и архитектор периода «классицизирующего барокко» в правление короля Людовика XIII.

## Биография
Леруа (Ле Руа) составляют большую семью парижских мастеров-каменщиков. Так, Абсалон Мансар (Absalon Mansart), отец знаменитого архитектора Франсуа Мансара, был женат на Мишель Леруа, дочери каменщика Жака Леруа, сестры Марселя Леруа (? —1647), главного каменщика и подрядчика реконструкции Пон-Нёфа в Тулузе.
Однако биографические сведения об архитекторе Филибере Леруа крайне скудны. В документе, который представил Филибер королю 6 февраля 1623 года с предложением построить канал, соединяющий Марну и город Гурне, он представился как «инженер монсеньора д’Ангулема».
В 1624 году король построил в Версале охотничий домик. Возможно, что планы этого сооружения были работой Филибера Ле Руа. 12 ноября 1627 года Филибер Ле Руа был назначен королевским архитектором. С 1631 года Ле Руа работал над созданием небольшого замка на замену существующего охотничьего домика — будущего Версальского дворца. Замок будет завершён в 1634 году.
Замок, построенный Филибером Леруа в Версале, схож с ренессансным типом постройки, созданным Ф. Мансаром для замка Мезон-Лаффит. Известно также, что в 1636 году Леруа заменил Кристофа Гамара на посту архитектора церкви Сен-Сюльпис.